# دار اللؤلؤة
دار اللؤلؤة للطباعة والنشر، هي دار نشر لبنانية أُسِّسَت عام 2012م، وتُعنى بنشر التراث الإسلامي والكتب الإسلامية والعلمية والثقافية وكتب الأطفال. مقرها الرئيس في بيروت، لبنان، وتقوم بنشر طبعات كتبها في كامل أنحاء الوطن العربي.